# Großer Preis von Italien 2002
Der Große Preis von Italien 2002 (offiziell Gran Premio Vodafone d’Italia 2002) fand am 12. September auf dem Autodromo Nazionale di Monza in Monza statt und war das 15. Rennen der Formel-1-Weltmeisterschaft 2002.

## Berichte

### Hintergrund
Nach dem Großen Preis von Frankreich stand Michael Schumacher bereits als Weltmeister fest. Nach dem Großen Preis von Belgien führte er in der Fahrerwertung uneinholbar mit 71 Punkten vor Rubens Barrichello und mit 78 Punkten vor Juan Pablo Montoya. In der Konstrukteurswertung stand Ferrari nach dem Großen Preis von Ungarn als Weltmeister fest. Sie führten vor dem Rennen mit 87 Punkten vor Williams-BMW und mit 116 Punkten vor McLaren-Mercedes.
Vor dem Rennwochenende gab es einen Fahrerwechsel: Anthony Davidson wurde bei Minardi durch Alex Yoong ersetzt, nachdem er an den beiden vorherigen Rennen gestartet war.
Nach dem Großen Preis von Belgien am 1. September führten alle Teams (außer Arrows) zwischen dem 3. und 6. September Tests zur Saisonmitte auf dem Autodromo Nazionale di Monza durch, um sich auf das bevorstehende Rennen auf der Rennstrecke vorzubereiten. Michael Schumacher war am ersten Tag Schnellster vor BAR-Testfahrer Davidson, der bei nassem Wetter mit zeitweiligen Trockenperioden ausgetragen wurde. Ralf Schumacher fuhr die schnellsten Zeiten am zweiten Tag, welcher auch unter Mischbedigungen stattfand. Der erste volle Tag mit trockenem Wetter fand am dritten Tag statt, an dem Pedro de la Rosa der schnellste Fahrer war. Barrichello war am letzten Testtag der schnellste Fahrer.
Aufgrund der Konfiguration des Autodromo Nazionale di Monza mit seiner hohen Durchschnittsgeschwindigkeit haben die Teams ihre Autos so eingestellt, dass sie möglichst wenig Abtrieb erzeugen. Ferrari führte einen neuen Motor mit Qualifikationsspezifikation ein, aber das Team installierte für das Rennen am Sonntag eine frühere Motorspezifikation. Williams und BAR führten überarbeitete Motorspezifikationen für das Qualifying ein, während Renault neue Frontflügel für das Rennen vorstellte.
Mit Michael Schumacher (dreimal), Montoya und David Coulthard (jeweils einmal) traten drei ehemalige Sieger zu diesem Grand Prix an.

### Training
Vor dem Rennen am Sonntag fanden vier Trainingssitzungen statt, jeweils zwei am Freitag und Samstag. Die Sitzungen am Freitagmorgen und -nachmittag dauerten jeweils eine Stunde; die dritte und vierte Sitzung am Samstagmorgen dauerte jeweils 45 Minuten.
Am Freitag konnte Michael Schumacher die schnellste Runde fahren. Sein Teamkollege Barrichello und Kimi Räikkönen folgten auf den Plätzen zwei und drei.
Am Samstag war dann Montoya der Schnellste, dieses Mal vor Michael Schumacher. Dritter wurde Barrichello.

### Qualifying
Das Qualifying am Samstagnachmittag dauerte eine Stunde. Jeder Fahrer war auf zwölf Runden begrenzt, wobei die Startreihenfolge durch die schnellsten Runden der Fahrer bestimmt wurde. Während dieser Sitzung war die 107-Prozent-Regel in Kraft, die erforderte, dass jeder Fahrer eine Zeit innerhalb von 107 % der schnellsten Runde aufstellte, um sich für das Rennen zu qualifizieren.
Montoya übertraf die bisher schnellste Durchschnittsgeschwindigkeit auf eine Runde in der Formel 1 (259,01 km/h (160,94 mph), aufgestellt von Keke Rosberg beim Großen Preis von Großbritannien 1985) und sicherte sich mit einer Zeit von 1:20,264 Minuten in seine siebte Pole-Position der Saison. Der Rekord blieb bis 2018 bestehen, bis Räikkönen eine schnellere Pole-Runde fuhr. Im August 2020 stellte Räikkönen den Rekord erneut ein. Montoya schlug Michael Schumacher um 0,257 Sekunden. Ralf Schumacher wurde Dritter vor Barrichello. Die Top Ten komplettierten Irvine, die beiden McLaren von Räikkönen und Coulthard, de la Rosa, Jacques Villeneuve und Mika Salo.

### Warm Up
Im Warm Up war Ralf Schumacher der Schnellste. Barrichello und Montoya folgten.

### Rennen
Das Rennen startete um 14:00 Uhr Ortszeit. Die Wetterbedingungen in der Startaufstellung waren vor dem Rennen trocken und sonnig, die Streckentemperatur lag zwischen 33 und 34 °C. Ralf Schumacher wechselte vor dem Start auf das Ersatz-Auto, weil sein reguläres Auto ein Problem mit dem Kraftstoffdruck hatte. Am Start fuhr Montoya direkt nach rechts, um Michael Schumacher zu blockieren und ließ Teamkollege Ralf Schumacher neben ihm in die Rettifilo-Schikane. Montoya ließ sich zu weit nach außen tragen, um eine Kollision mit Ralf Schumacher zu verhindern, der über die Schikane fuhr und damit illegal in Führung ging. Williams kontaktierte den FIA-Rennleiter Charlie Whiting, der antwortete, dass Ralf Schumacher verpflichtet sei, die Führung an Montoya zurückzugeben. Allan McNish hatte den besten Start im Feld und rückte am Ende der ersten Runde vom 13. auf den siebten Platz vor, während Olivier Panis auf der gleichen Distanz vier Positionen gutmachte. Am Ende der ersten Runde lautete die Reihenfolge der Top-Ten-Fahrer Ralf Schumacher, Montoya, Barrichello, Michael Schumacher, Räikkönen, Irvine, McNish, Salo, Panis und Villeneuve.
Ralf Schumacher begann Montoya davonzuziehen. Weiter hinten im Feld überholte Villeneuve Nick Heidfeld und übernahm den zehnten Platz, während Jenson Button Felipe Massa überholte und auf den 13. Platz vorrückte. Yoong überholte seinen Teamkollegen Mark Webber für den 18. Platz. Ralf Schumacher fuhr eine neue schnellste Runde, eine 1:26,230 Minuten in Runde drei, welche aber später von Barrichello unterboten wurde. Villeneuve wurde in derselben Runde von Jarno Trulli überholt und Webber eroberte den 18. Platz von Yoong zurück. Williams erhielt eine Antwort der Rennleitung, um Ralf Schumacher zu befehlen, die erste Position an Montoya abzutreten, die am Ende der vierten Runde vom Senior Operations Engineer von Williams, Sam Michael, an Ralf Schumacher weitergeleitet wurde. Zum Platztausch kam es allerdings nicht mehr, da Ralf Schumacher anschließend mit einem Motortschaden zu Beginn der fünften Runde zum ersten Ausfall des Rennens wurde. Montoya erbte so vorübergehend die Führung, wurde jedoch vom Rauch so geblendet, was Barrichello ausnutze und vorbeizog. In Runde 15 kollidierten Massa und de la Rosa in der Ascari-Schikane. In Übereinstimmung mit dem neuen Reglement dieser Saison erhielt Massa als erster Fahrer eine Strafe von 10 Plätzen in der Startaufstellung, weil er eine Kollision verursacht hatte. Räikkönen schied zum fünften Mal in der Saison in der 30. Runde wegen eines Motorschadens aus.
Barrichello gewann schlussendlich das Rennen knapp vor Michael Schumacher. Der Drittplatzierte Irvine hatte bei der Zieleinfaht fast eine Minute Rückstand. Ferrari konnte somit beim Heimrennen der Scuderia den nächsten Doppelsieg feiern. Für Irvine und auch für Jaguar sollte dies die letzte Podiumsplatzierung sein.

## Meldeliste
| Team                       | Nr. | Fahrer               | Chassis        | Motor                         | Reifen |
| -------------------------- | --- | -------------------- | -------------- | ----------------------------- | ------ |
| Scuderia Ferrari Marlboro  | 01  | Michael Schumacher   | Ferrari F2002  | Ferrari 051 3.0 V10           | B      |
| Scuderia Ferrari Marlboro  | 02  | Rubens Barrichello   | Ferrari F2002  | Ferrari 051 3.0 V10           | B      |
| West McLaren Mercedes      | 03  | David Coulthard      | McLaren MP4-17 | Mercedes-Benz FO 110M 3.0 V10 | M      |
| West McLaren Mercedes      | 04  | Kimi Räikkönen       | McLaren MP4-17 | Mercedes-Benz FO 110M 3.0 V10 | M      |
| BMW.WilliamsF1 Team        | 05  | Ralf Schumacher      | Williams FW24  | BMW P82 3.0 V10               | M      |
| BMW.WilliamsF1 Team        | 06  | Juan Pablo Montoya   | Williams FW24  | BMW P82 3.0 V10               | M      |
| Sauber Petronas            | 07  | Nick Heidfeld        | Sauber C21     | Petronas 02A 3.0 V10          | B      |
| Sauber Petronas            | 08  | Felipe Massa         | Sauber C21     | Petronas 02A 3.0 V10          | B      |
| DHL Jordan Honda           | 09  | Giancarlo Fisichella | Jordan EJ12    | Honda RA 002E 3.0 V10         | B      |
| DHL Jordan Honda           | 10  | Takuma Satō          | Jordan EJ12    | Honda RA 002E 3.0 V10         | B      |
| Lucky Strike BAR Honda     | 11  | Jacques Villeneuve   | BAR 004        | Honda RA 002E 3.0 V10         | B      |
| Lucky Strike BAR Honda     | 12  | Olivier Panis        | BAR 004        | Honda RA 002E 3.0 V10         | B      |
| Mild Seven Renault F1 Team | 14  | Jarno Trulli         | Renault R202   | Renault RS22 3.0 V10          | M      |
| Mild Seven Renault F1 Team | 15  | Jenson Button        | Renault R202   | Renault RS22 3.0 V10          | M      |
| Jaguar Racing              | 16  | Eddie Irvine         | Jaguar R3      | Ford Cosworth CR-3 3.0 V10    | M      |
| Jaguar Racing              | 17  | Pedro de la Rosa     | Jaguar R3      | Ford Cosworth CR-3 3.0 V10    | M      |
| KL Minardi Asiatech        | 22  | Alex Yoong           | Minardi PS02   | Asiatech AT02 3.0 V10         | M      |
| KL Minardi Asiatech        | 23  | Mark Webber          | Minardi PS02   | Asiatech AT02 3.0 V10         | M      |
| Panasonic Toyota Racing    | 24  | Mika Salo            | Toyota TF102   | Toyota RVX-02 3.0 V10         | M      |
| Panasonic Toyota Racing    | 25  | Allan McNish         | Toyota TF102   | Toyota RVX-02 3.0 V10         | M      |

## Klassifikation

### Qualifying
| Pos.                                                                        | Fahrer               | Konstrukteur     | Zeit     | Start |
| --------------------------------------------------------------------------- | -------------------- | ---------------- | -------- | ----- |
| 01                                                                          | Juan Pablo Montoya   | Williams-BMW     | 1:20,264 | 01    |
| 02                                                                          | Michael Schumacher   | Ferrari          | 1:20,521 | 02    |
| 03                                                                          | Ralf Schumacher      | Williams-BMW     | 1:20,542 | 03    |
| 04                                                                          | Rubens Barrichello   | Ferrari          | 1:20,705 | 04    |
| 05                                                                          | Eddie Irvine         | Jaguar-Cosworth  | 1:21,606 | 05    |
| 06                                                                          | Kimi Räikkönen       | McLaren-Mercedes | 1:21,712 | 06    |
| 07                                                                          | David Coulthard      | McLaren-Mercedes | 1:21,803 | 07    |
| 08                                                                          | Pedro de la Rosa     | Jaguar-Cosworth  | 1:21,960 | 08    |
| 09                                                                          | Jacques Villeneuve   | BAR-Honda        | 1:22,126 | 09    |
| 10                                                                          | Mika Salo            | Toyota           | 1:22,318 | 10    |
| 11                                                                          | Jarno Trulli         | Renault          | 1:22,383 | 11    |
| 12                                                                          | Giancarlo Fisichella | Jordan-Honda     | 1:22,515 | 12    |
| 13                                                                          | Allan McNish         | Toyota           | 1:22,521 | 13    |
| 14                                                                          | Felipe Massa         | Sauber-Petronas  | 1:22,565 | 14    |
| 15                                                                          | Nick Heidfeld        | Sauber-Petronas  | 1:22,601 | 15    |
| 16                                                                          | Olivier Panis        | BAR-Honda        | 1:22,645 | 16    |
| 17                                                                          | Jenson Button        | Renault          | 1:22,714 | 17    |
| 18                                                                          | Takuma Satō          | Jordan-Honda     | 1:23,166 | 18    |
| 19                                                                          | Mark Webber          | Minardi-Asiatech | 1:23,794 | 19    |
| 20                                                                          | Alex Yoong           | Minardi-Asiatech | 1:25,111 | 20    |
| 107-Prozent-Zeit: 1:25,882 min (bezogen auf die Bestzeit von 1:20,264 min.) |                      |                  |          |       |

Anmerkungen
1. ↑  Räikkönen´s schnellste Zeit (1:21,163) wurde nach einer Kollision mit Takuma Satō annulliert, wodurch er vom fünften auf den sechsten Platz zurückfiel.

### Rennen
| Pos. | Fahrer               | Konstrukteur     | Runden | Stopps | Zeit        | Start | Schnellste Runde |
| ---- | -------------------- | ---------------- | ------ | ------ | ----------- | ----- | ---------------- |
| 01   | Rubens Barrichello   | Ferrari          | 53     | 2      | 1:16:19,982 | 04    | 1:23,657 (15.)   |
| 02   | Michael Schumacher   | Ferrari          | 53     | 1      | + 0,255     | 02    | 1:24,242 (25.)   |
| 03   | Eddie Irvine         | Jaguar-Cosworth  | 53     | 1      | + 52,579    | 05    | 1:25,579 (48.)   |
| 04   | Jarno Trulli         | Renault          | 53     | 1      | + 58,219    | 11    | 1:25,368 (48.)   |
| 05   | Jenson Button        | Renault          | 53     | 1      | + 1:07,770  | 17    | 1:25,849 (49.)   |
| 06   | Olivier Panis        | BAR-Honda        | 53     | 2      | + 1:08,491  | 16    | 1:25,335 (15.)   |
| 07   | David Coulthard      | McLaren-Mercedes | 53     | 2      | + 1:09,047  | 07    | 1:24,962 (52.)   |
| 08   | Giancarlo Fisichella | Jordan-Honda     | 53     | 1      | + 1:10,891  | 12    | 1:25,215 (53.)   |
| 09   | Jacques Villeneuve   | BAR-Honda        | 53     | 1      | + 1:21,068  | 09    | 1:25,883 (46.)   |
| 10   | Nick Heidfeld        | Sauber-Petronas  | 53     | 2      | + 1:22,046  | 15    | 1:25,867 (44.)   |
| 11   | Mika Salo            | Toyota           | 52     | 2      | + 1 Runde   | 10    | 1:25,971 (45.)   |
| 12   | Takuma Satō          | Jordan-Honda     | 52     | 1      | + 1 Runde   | 18    | 1:25,392 (52.)   |
| 13   | Alex Yoong           | Minardi-Asiatech | 47     | 1      | + 6 Runden  | 20    | 1:27,401 (42.)   |
| –    | Juan Pablo Montoya   | Williams-BMW     | 33     | 1      | DNF         | 01    | 1:25,094 (25.)   |
| –    | Kimi Räikkönen       | McLaren-Mercedes | 29     | 0      | DNF         | 06    | 1:25,219 (29.)   |
| –    | Mark Webber          | Minardi-Asiatech | 20     | 0      | DNF         | 19    | 1:27,104 (19.)   |
| –    | Felipe Massa         | Sauber-Petronas  | 16     | 0      | DNF         | 14    | 1:27,770 (12.)   |
| –    | Pedro de la Rosa     | Jaguar-Cosworth  | 15     | 0      | DNF         | 08    | 1:27,600 (15.)   |
| –    | Allan McNish         | Toyota           | 12     | 1      | DNF         | 13    | 1:27,230 (06.)   |
| –    | Ralf Schumacher      | Williams-BMW     | 4      | 0      | DNF         | 03    | 1:25,717 (03.)   |

## WM-Stände nach dem Rennen
Die ersten sechs des Rennens bekamen 10, 6, 4, 3, 2 bzw. 1 Punkt(e).

### Fahrerwertung
| Pos. | Fahrer               | Konstrukteur     | Punkte |
| ---- | -------------------- | ---------------- | ------ |
| 01   | Michael Schumacher   | Ferrari          | 128    |
| 02   | Rubens Barrichello   | Ferrari          | 61     |
| 03   | Juan Pablo Montoya   | Williams-BMW     | 44     |
| 04   | Ralf Schumacher      | Williams-BMW     | 42     |
| 05   | David Coulthard      | McLaren-Mercedes | 37     |
| 06   | Kimi Räikkönen       | McLaren-Mercedes | 20     |
| 07   | Jenson Button        | Renault          | 13     |
| 08   | Eddie Irvine         | Jaguar-Cosworth  | 8      |
| 09   | Jarno Trulli         | Renault          | 7      |
| 10   | Nick Heidfeld        | Sauber-Petronas  | 7      |
| 11   | Giancarlo Fisichella | Jordan-Honda     | 7      |
| 12   | Felipe Massa         | Sauber-Petronas  | 4      |

| Pos. | Fahrer                | Konstrukteur     | Punkte |
| ---- | --------------------- | ---------------- | ------ |
| 13   | Jacques Villeneuve    | BAR-Honda        | 3      |
| 14   | Olivier Panis         | BAR-Honda        | 3      |
| 15   | Mark Webber           | Minardi-Asiatech | 2      |
| 16   | Mika Salo             | Toyota           | 2      |
| 17   | Heinz-Harald Frentzen | Arrows-Cosworth  | 2      |
| 18   | Allan McNish          | Toyota           | 0      |
| 19   | Alex Yoong            | Minardi-Asiatech | 0      |
| 20   | Pedro de la Rosa      | Jaguar-Cosworth  | 0      |
| 21   | Takuma Satō           | Jordan-Honda     | 0      |
| 22   | Enrique Bernoldi      | Arrows-Cosworth  | 0      |
| –    | Anthony Davidson      | Minardi-Asiatech | 0      |

### Konstrukteurswertung
| Pos. | Konstrukteur     | Punkte |
| ---- | ---------------- | ------ |
| 01   | Ferrari          | 189    |
| 02   | Williams-BMW     | 86     |
| 03   | McLaren-Mercedes | 57     |
| 04   | Renault          | 20     |
| 05   | Sauber-Petronas  | 11     |
| 06   | Jaguar-Cosworth  | 8      |

| Pos. | Konstrukteur     | Punkte |
| ---- | ---------------- | ------ |
| 07   | Jordan-Honda     | 7      |
| 08   | BAR-Honda        | 6      |
| 09   | Minardi-Asiatech | 2      |
| 10   | Toyota           | 2      |
| 11   | Arrows-Cosworth  | 2      |